# 拉塔托斯克

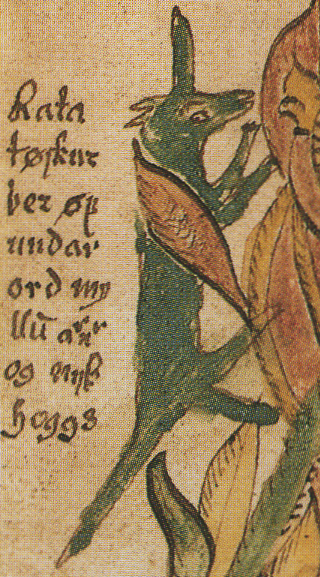
17世紀冰島手抄本中拉塔托斯克的形象

拉塔托斯克（Ratatoskr），北歐神話中一隻住在世界之樹上的松鼠。牠是挑撥離間的高手，名字的意思為「尖牙」（ 或 ）。
在世界之樹的樹頂住著老鷹—維德佛爾尼爾，樹根處則有毒龍—尼德霍格，拉塔托斯克平時就來回於樹頂和樹根之間，牠會將在樹頂聽到的閒話告訴尼德霍格，因而造成老鷹和毒龍之間的猜忌。

## 大眾文化中
- 線上遊戲仙境傳說（ＲＯ）中的魔物「拉塔」。
- 第三人稱MOBA遊戲神之浩劫(SMITE)中北歐神殿的其中一名神祇
- 約會大作戰裡的組織名稱
- RPG交響曲傳奇 拉塔特斯克的騎士的主角艾密爾・凱斯塔尼耶的另一個人格。
- 非對稱手機遊戲第五人格中求生者的隨從。
- 非對稱手機遊戲第五人格中的角色時裝。
- 電子遊戲刺客教條：維京紀元在約頓海姆跟主角鬥句。
- 日本手機遊戲怪物彈珠，「嚴厲戒備的諸神黃昏」系列推出時的副本角色。
- 電子遊戲戰神：諸神黃昏裡住在世界樹的松鼠
- 日本手機遊戲聖火降魔錄 英雄雲集的角色